# 오스촌 (후쿠시마현)
오스촌(大須村)은 후쿠시마현 소마군 서부에 있던 촌이다.

## 역사
- 1889년 4월 1일 - 정촌제 시행에 수반해 오쿠라촌과 사스촌이 합병해 나메카타군 오스촌이 성립하였다.
- 1896년 4월 1일 - 나메카타군과 우다군이 합병해 소마군이 성립하여, 소마군 오스촌이 되었다.
- 1942년 4월 1일 - 니타테촌과 합병해 이소촌이 되었다.

## 참고문헌
- 『飯舘村史』第一巻（福島県相馬郡飯舘村、1979年）